# Университет Саскачевана

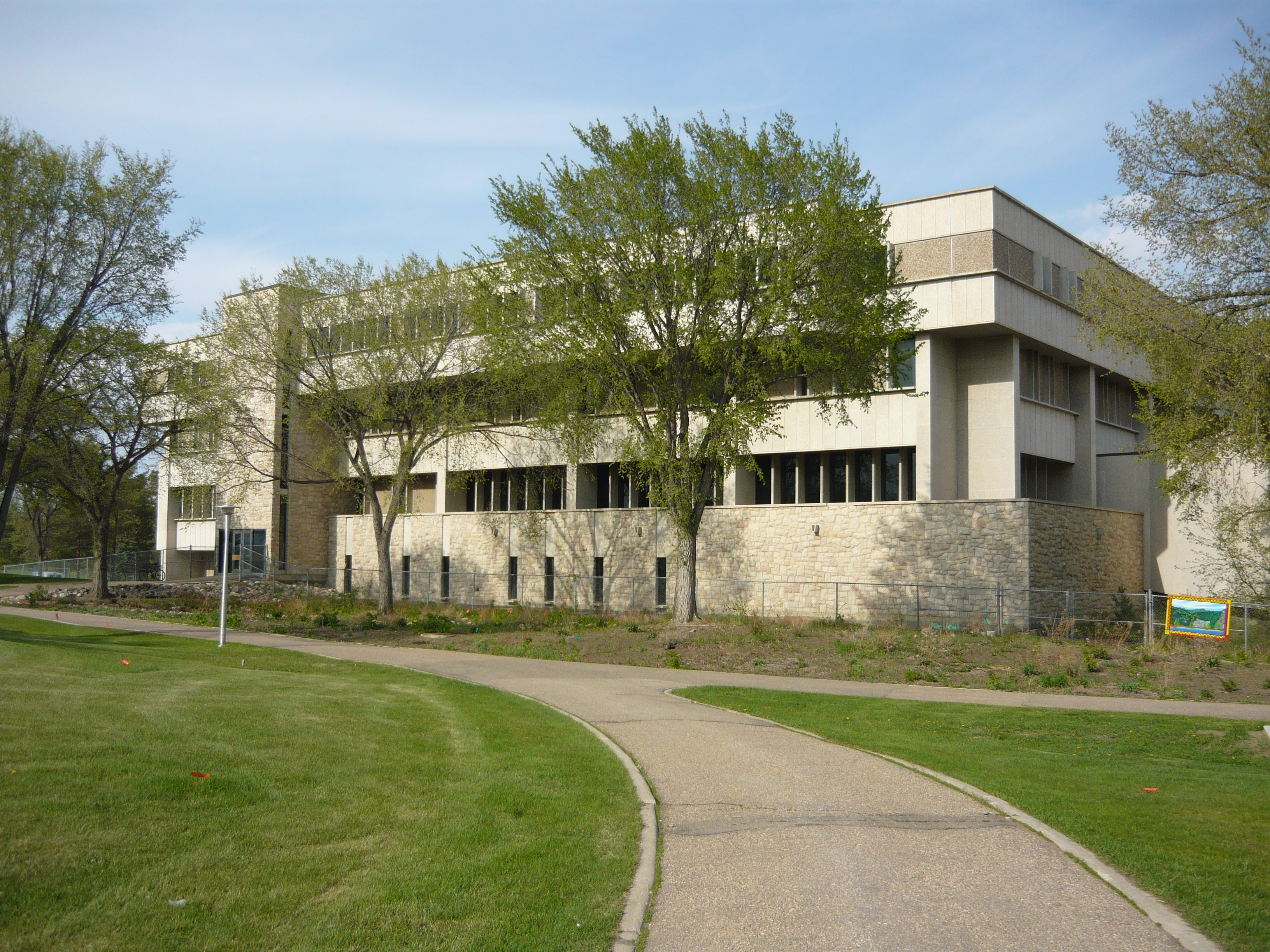
Одно из учебных зданий университета

Университет Саскачевана (англ. University of Saskatchewan) — крупнейшее учебное заведение провинции Саскачеван.
Университет был основан в 1907 году в городе Саскатун на восточном берегу реки Саут-Саскачеван как сельскохозяйственный колледж. Постепенно появлялись новые колледжи, и сегодня Университет Саскачевана занимает территорию 10,32 км², из них главный кампус — 981 га. В 2010 году в университете обучались 20,5 тысяч студентов.
Цвета — зелёный и белый, а одним из символов является белая лилия, сорт которой выведен в университете.
Среди выпускников университета Саскачевана — нобелевский лауреат Генри Таубе, премьер-министр Канады Джон Дифенбейкер, несколько лейтенант-губернаторов Саскачевана, генерал-губернатор Канады Рэй Гнатышин.
Будущий обладатель Нобелевской премии Герхард Херцберг после бегства из нацистской Германии, в 1935—1945 годах работал здесь профессором.
Выпускник университета Джон Джордж Дифенбейкер после окончания политической карьеры, в 1969 году стал ректором Саскачеванского университета и занимал эту должность до своей смерти в 1979 году, и даже был похоронен на территории своей альма-матер.